# Município de Marion (condado de Pike, Ohio)
O município de Marion (em inglês: Marion Township) é um município localizado no condado de Pike no estado estadounidense de Ohio. No ano de 2010 tinha uma população de 1.467 habitantes e uma densidade populacional de 25,03 pessoas por km².

## Geografia
O município de Marion encontra-se localizado nas coordenadas 38° 59′ 00″ N, 82° 51′ 02″ O. Segundo o Departamento do Censo dos Estados Unidos, o município tem uma superfície total de 58.61 km², da qual 58,53 km² correspondem a terra firme e (0,14 %) 0,08 km² é água.

## Demografia
Segundo o censo de 2010, tinha 1.467 habitantes residindo no município de Marion. A densidade populacional era de 25,03 hab./km². Dos 1.467 habitantes, o município de Marion estava composto pelo 97,68 % brancos, o 0,41 % eram afroamericanos, o 0,27 % eram amerindios, o 0,48 % eram de outras raças e o 1,16 % eram de uma mistura de raças. Do total da população o 0,82 % eram hispanos ou latinos de qualquer raça.